# Collingwood Park
Collingwood Park ist ein Stadtteil von Albany im australischen Bundesstaat Western Australia.

## Geografie
Im Südwesten grenzt der Stadtteil an Seppings, im Nordwesten an Collingwood Heights und im Nordosten an Emu Point.
Im Südosten hat der Stadtteil eine 1,8 Kilometer lange Küste am King George Sound. Dort liegt der Strand Middleton Beach.

## Infrastruktur

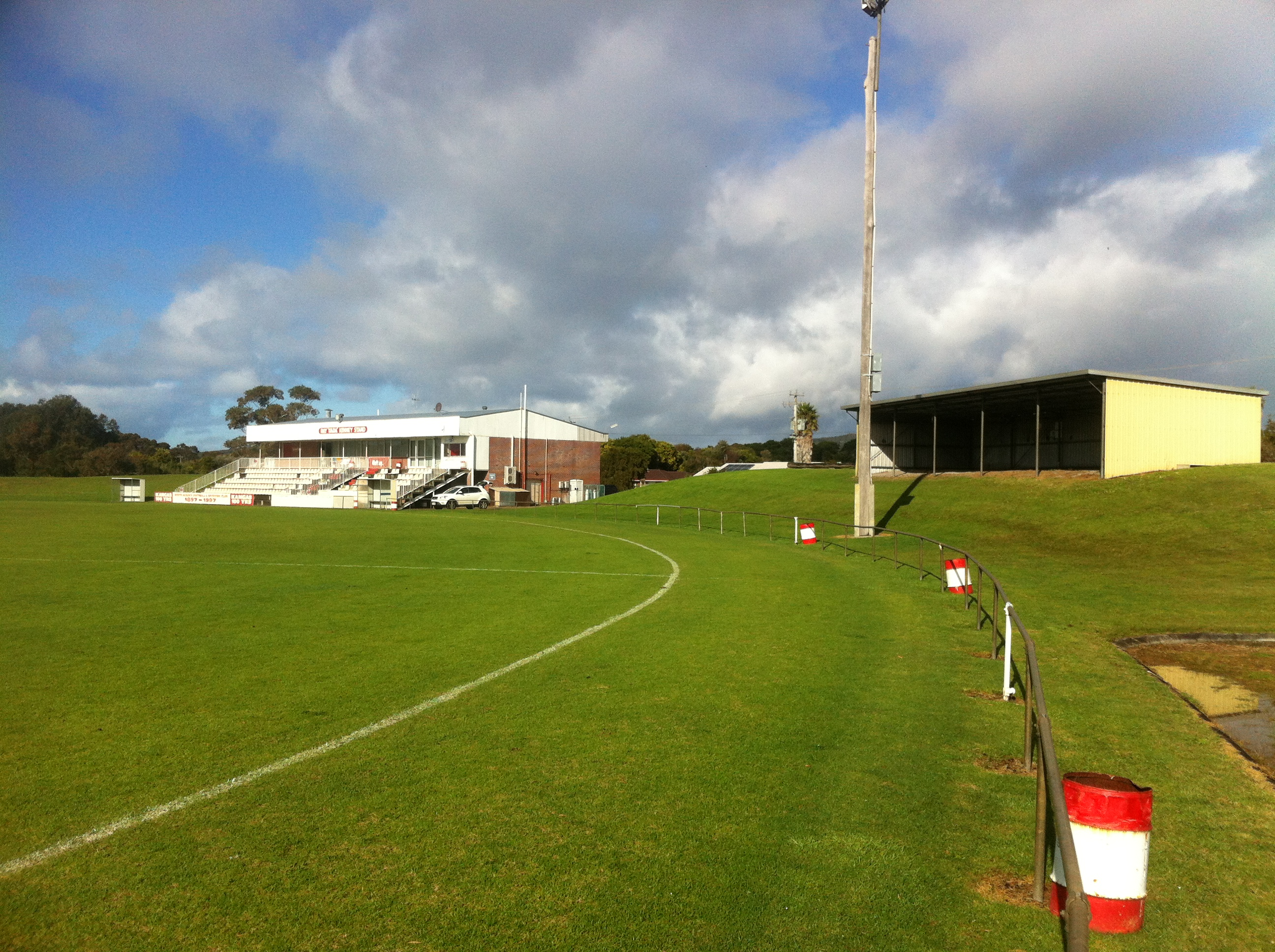
Stadion in Collingwood Park

In Collingwood Park liegt der wichtigste Sportplatz Albanys, der gleichnamige Collingwood Park, welcher das Heimstadion des North Albany Football Clubs, des Albany Football Clubs und des Collingwood Park Cricket Clubs ist.
Des Weiteren gibt es in Collingwood Park einen Golfplatz, den Albany Golf Course.
Collingwood Park kann mit der Buslinie 803 erreicht werden.

## Bevölkerung
Der Ort Collingwood Park hatte 2016 eine Bevölkerung von 223 Menschen, davon 46,2 % männlich und 53,8 % weiblich. 4,1 % der Bewohner (neun Personen) sind Aborigines oder Torres-Strait-Insulaner.
Das durchschnittliche Alter in Collingwood Heights liegt bei 44 Jahren, sechs Jahre über dem australischen Durchschnitt von 38 Jahren.